# San Piero Patti
San Piero Patti är en ort och kommun i storstadsregionen Messina, innan 2015 i provinsen Messina, i regionen Sicilien i sydvästra Italien. Kommunen hade 2 823 invånare (2017).